# Горохова-Долгова, Мария Михайловна
Мари́я Миха́йловна Горо́хова-Долго́ва (1923—2007) — советский хозяйственный, государственный и политический деятель, Герой Социалистического Труда.

## Биография
Родилась в 1923 году в селе Жаренки. Член ВКП(б).
С 1935 года — на хозяйственной, общественной и политической работе. В 1935—1978 годах — колхозница, инструктор школы механизаторов, звеньевая, агроном семеноводческого колхоза «Путь Ильича» Ардатовского района Мордовской АССР, работница Ардатовского хлебокомбината.
Указом Президиума Верховного Совета СССР от 1 июля 1950 года присвоено звание Героя Социалистического Труда с вручением ордена Ленина и золотой медали «Серп и Молот».
Избиралась депутатом Верховного Совета РСФСР 3-го созыва.
Умерла в 2007 году.